# Berberis saxicola
Berberis saxicola är en berberisväxtart som beskrevs av Wilibald Lechler. Berberis saxicola ingår i släktet berberisar, och familjen berberisväxter. Inga underarter finns listade i Catalogue of Life.